# Смотаняци 2
„Смотаняци 2“ (на английски: Hot Shots! Part Deux) е американски филм от 1993 година на режисьора Джим Ейбрахамс, пародия на военните блокбъстъри. Действието се развива няколко години след първата част, като основната сюжетна линия в продължението е заимствана от филмите за Джон Рамбо - Рамбо: Първа кръв, втора част и Рамбо 3.

## Сюжет
Внимание:  Текстът по-долу разкрива сюжета на произведението (или части от него)!
Правителството на САЩ провежда тайна военна операция, чиято цел е да унищожи иракския диктатор. Мисията обаче се проваля и американският военен отряд е заловен. В навечерието на президентските избори действащият президент на САЩ Томас Бенсън (адмирал Бенсън от първата част) инструктира полковник Уолтърс, най-опитният специалист в армията, да освободи пленените войници. Уолтърс и чаровната агентка на ЦРУ Мишел Хъдълстън, която му помага, първо отиват в Югоизточна Азия, за да наемат Топър Харли за трудната военна мисия. Харли отдавна се е пенсионирал и сега живее в манастир, като понякога участва в „битки без правила“, за да спечели малко пари. Полковникът и Мишел се опитват да убедят Топър да им помогне, но той категорично отказва. Уолтърс е изпратен с отряд в Ирак и също е заловен. След като научава за това, Топър решава да се притече на помощ на своя учител. Президентът Бенсън лично нарежда на Топър да спаси заложниците, а Харли отива на мисията с Мишел Хъдълстън. Начело на малък отряд, Топър среща агент в джунглата, който трябва да стане техен водач. Този агент се оказва Рамада (психоложката от първата част, с която Топър имаше романс). Шокираният Топър се опитва да разбере от Рамада защо го е напуснала без обяснение преди толкова години. Рамада разкрива на Харли, че за съжаление тя е била омъжена и следователно не е могла да стане съпруга на Топър. Нещо повече – съпругът ѝ Декстър е също в лагер за военнопленници и отрядът на Топър трябва да го спаси.
Стигайки до този лагер, Топър и неговите войници атакуват иракчаните. Всички затворници са освободени, а Харли се среща лице в лице с главния враг – диктатора на Ирак. Силите се оказват неравни, но тогава на помощ на Топър идва самият президент Бенсън, който успява да спре Саддам. Харли, заедно със спасените затворници, се отправя към мястото за евакуация с хеликоптер и се оказва, че Мишел Хъдълстън е иракски шпионин. Рамада влиза в дуел с нея и унищожава предателя. Спасеният от Харли съпруг на Рамада иска да направи снимка на Топър и Рамада, но докато се наглася за снимката пада от скалата и умира. Рамада става вдовица и вече може да се обвърже с любимия си мъж в брачен съюз. Иракският диктатор, преследващ Топър, е убит от пиано, хвърлено от хеликоптера, а всички американски военни успяват да се завърнат благополучно у дома. 

## Актьорски състав
| Актьор           | Роля                                                                      |
| ---------------- | ------------------------------------------------------------------------- |
| Чарли Шийн       | Шон „Топър“ Харли – бивш пилот от ВМС на САЩ                              |
| Бренда Баке      | Мишел Хъдълстън – агент на ЦРУ                                            |
| Валерия Голино   | Рамада Родъм Хейман – специален агент                                     |
| Лойд Бриджис     | Томас Бенсън – президент на САЩ                                           |
| Розмари Джонстън | Лавиния Родъм Бенсън – съпруга на президента на САЩ                       |
| Дейвид Уол       | Геру – помощник на президента Бенсън                                      |
| Джери Халева     | Саддам Хюсеин                                                             |
| Клайд Кусацу     | г-н Сото – министър-председател на Япония                                 |
| Диан Кобаяси     | г-жа Родъм Сото – съпруга на министър-председателя на Япония              |
| Ричард Крена     | Дентън Уолтърс – полковник от Армията на САЩ                              |
| Мигел Ферер      | Арвид Харбингер – командир на специален военен отряд                      |
| Майкъл Колиар    | Уилямс – войник от специалния военен отряд                                |
| Райън Стайлс     | Рабиновиц – войник от специалния военен отряд, сапьор                     |
| Мичъл Райън      | Грей Едуардс – сенатор на САЩ и съперник на президента Бенсън за поста му |
| Роуън Аткинсън   | Декстър Хейман – учен, изобретил изкуствения апендикс, и съпруг на Рамада |
| Мартин Шийн      | капитан Бенджамин Л. Уилард (камео)                                       |
| Боб Вила         | себе си                                                                   |

## Интересни факти
- Основната пародия е на филмите за Рамбо. Освен това се пародират и филмите „Без изход“, „Оръдията на острова Наварон“, „Лейди и Скитника“, „Първичен инстинкт“, „Кръстникът“, „Казабланка“, „Магьосникът от Оз“, „Междузвездни войни: Епизод V - Империята отвръща на удара“, „Апокалипсис сега“ и „Терминатор 2: Денят на страшния съд“.
- Филмът е заснет в района на Лос Анджелис и части от Калифорния от 22 февруари до 6 май 1988 г.
- Преди да се съгласи да участва във филма, актьорът Ричард Грена се консултира със Силвестър Сталоун дали ще се обиди, ако Грена пародира общия им известен филм „Рамбо“. Сталоун, който има добро чувство за хумор, напълно подкрепя приятеля си.
- За да получи правилна физическа форма (да стане като Джон Рамбо), Чарли Шийн тренира във фитнеса по осем часа на ден в продължение на два месеца.
- В епизода, в който президентът на САЩ Томас Бенсън удря с лопата още четирима бивши президенти, само президентът Джералд Форд пада сам. Така създателите на филма пародират истинската история, когато Форд се спъва неловко и пада на стъпалата на президентския си самолет.
- Снимките на филма са спрени за известно време, тъй като Валерия Голино е изпратена в болница заради пристъп на подагра.
- Средното име на всички женски герои е Родъм. Така създателите на филма се шегуват с първата дама на САЩ Хилари Родъм Клинтън.
- Интериорът на двореца на Саддам е реплика на двореца на Тони Монтана от филма „Белязаният“.
- Мартин Шийн, бащата на Чарли Шийн, се появява във филма като Бенджамин Л. Уилард, неговият герой от „Апокалипсис сега“.
- Сцената, в която Декстър Хейман пада от скалата, е препратка към анимационния филм „Coyote & Road Runner“, в който Койотът пада в пропаст и оставя голям облак прах, след като се удря в земята.